# 桃中軒雲右衛門
初代桃中軒 雲右衛門（とうちゅうけん くもえもん、1873年（明治6年）5月5日 - 1916年（大正5年）11月7日）は、明治時代から大正時代にかけての代表的浪曲師。亭号は沼津駅の駅弁屋である桃中軒に、名は修行時代に兄弟分であった力士の「天津風雲右衛門」に由来するとされる。浪曲界の大看板で「浪聖｣と謳われた。

## 略歴
本名は山本幸蔵（岡本峰吉と称したこともある）。群馬県高崎市新田町出身。東京市芝区新網町（現在の浜松町で、当時は貧民街として知られた）出身とも。父は地方回りの祭文語りをしていた吉川繁吉で、その二男として生まれる。母・ツルは三味線弾きであった。また兄は仙太郎といい幸蔵とともに母に三味線を習った、弟の峰吉は後に兄に感化され桃中軒風右衛門を名乗った。
三味線を習い、吉川小繁を名乗り、ヒラキでの口演や流しなどをしていた。父の没後、その名である2代目吉川繁吉を襲名し、寄席への進出も果たす。その後、横浜で初代三河家梅車の興行についていた三味線弾き（曲師）の夫人お浜に同情して恋仲となり、そのまま駆け落ちしたため関東に戻れず（この時に捨てた弟子に後の木村重松）、京都を経て九州へと至り修行を積む。その過程で従来の関東節に加えて、関西節や、九州で当たりを取っていた美当一調の「糸入り講談」（三味線を伴奏に入れた軍談。浪花節の前駆形態と考えられている）を取り入れ、後の雲右衛門節を生み出していった。略称として「雲」一文字、または「雲入道」がある。雲右衛門独特の重厚なフシ調を「雲調」や「雲節」と呼ぶ。
1903年（明治36年）、桃中軒牛右衛門の名で雲右衛門に弟子入りしていた宮崎滔天や、福本日南、政治結社玄洋社の後援で「義士伝」を完成させる。武士道鼓吹を旗印に掲げ、1907年（明治40年）には大阪中座や東京本郷座で大入りをとった。雲右衛門の息の詰まった豪快な語り口は、それまで寄席芸であった浪曲の劇場への進出を可能にし、浪曲そのものも社会の各階級へ急速に浸透していくことになる。
当時大人気であったが、要求する吹込料が非常に高額であったため、なかなかレコードが出されなかった。そんな中、1911年（明治44年）9月には神戸の時枝商店が「桃中軒雲右衛門節」と銘打った本人によるものではない（「奏演者匿名」と明記）レコードを発売している。ようやく1912年（明治45年）5月19日、雲右衛門のレコードがライロフォン（三光堂）から発売され、これが雲右衛門のレコードデビューとなる。5種の両面レコードが計7万2000枚プレスされた。

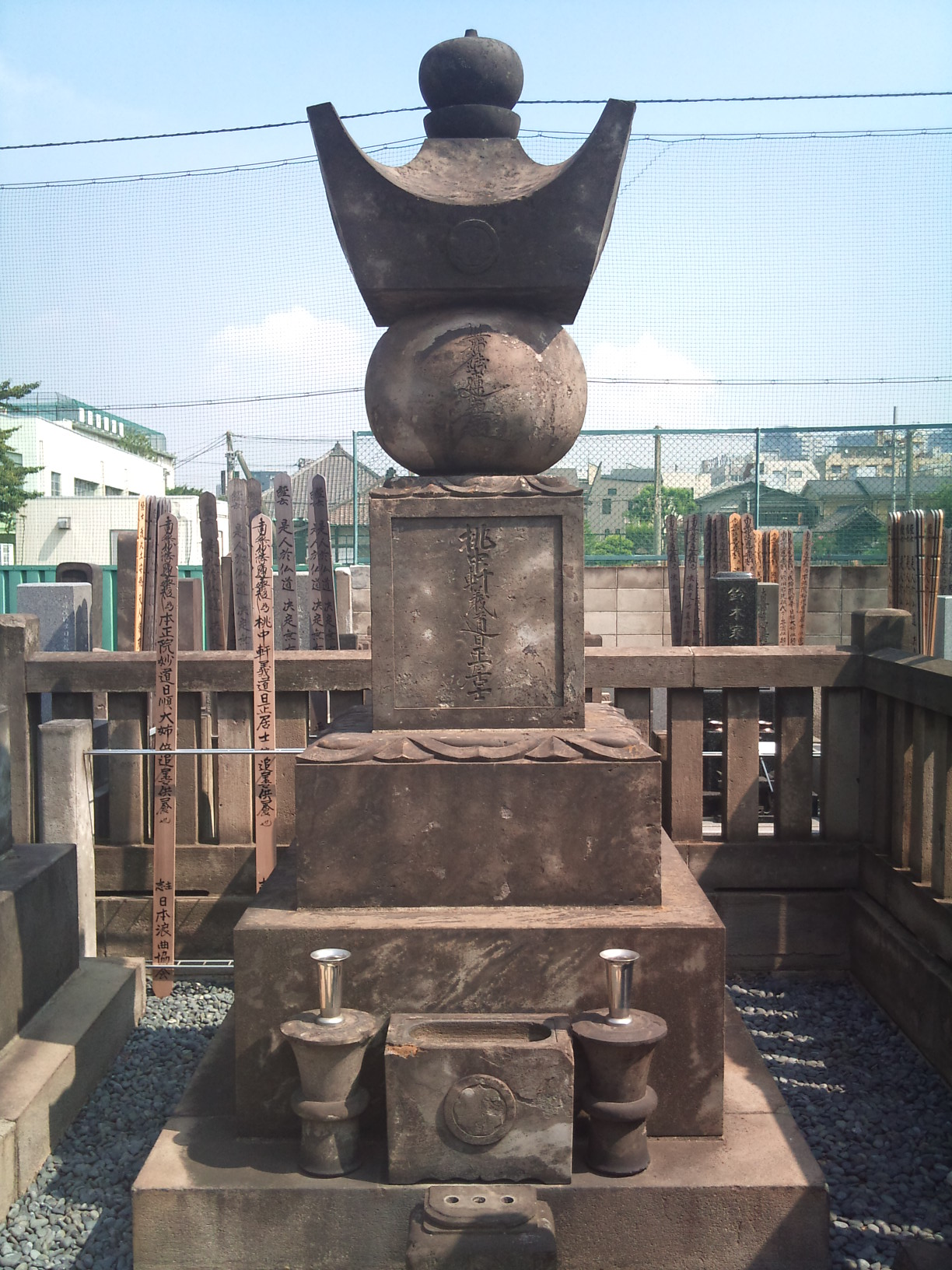
桃中軒雲右衛門の墓（東京都品川区・天妙国寺）。

しかし1913年（大正2年）ごろから、肺結核になり、宮崎の説得で何度か入院をしたが元気になるとすぐに巡業に出てしまい、最後に実子の西岡稲太郎が自宅に引き取って看病するが甲斐なく、1916年（大正5年）11月7日に死亡した。43歳没。大きな足跡を残し、金遣いも非常に荒かったが、晩年は寂しいものであったという。墓所は東京都品川区の天妙国寺。戒名は「桃中軒義道日正居士」。

## 評価・批判など
また雲右衛門のレコード吹込みに関するトラブル（参照:著作隣接権#著作隣接権の起源）は、明治大正期における著名な著作権訴訟であり、大正9年に著作権法が改正される契機となった。
一方、排外右翼でロシア正教会徒を「売国奴」と呼んだ事などで知られる宮武外骨は、桃中軒雲右衛門を否定的な意味で「穢多芸人」と呼ぶなどの差別発言を行っていた。

## 弟子・血族
死後、「桃中軒雲右衛門」の名を門下の4人（白雲、雲州、雲大丞、野口洋々）がそれぞれ名乗り、混乱が起きた。
弟子に、桃中軒如雲、桃中軒雲藤、東家楽燕、酒井雲、他、孫弟子に、村田英雄、東家三楽、京乃天姫、玉川スミなどがいる。
また、孫に、超常現象研究者の中岡俊哉、ひ孫に演芸評論家の岡本和明がいる。

## 遺構
- 大石内蔵助良雄銅像（泉岳寺義士墓所） - 桃中軒雲右衛門の勧進により建立。

## 桃中軒雲右衛門を扱った作品
戯曲
- 真山青果「桃中軒雲右衛門」[13]

小説
- 小島政二郎「山ならば富士」[13]
- 村松梢風「雲」[14]
- 井上友一郎「桃中軒雲右衛門」[14]
- 火野葦平「雲右衛門と牛右衛門」[14]
- 劉寒吉の世評を招いた短編[14]
- 森鴎外「余興」[15]

映画
- 桃中軒雲右衛門（1931年、河合映画制作所、監督・丘虹二）
- 桃中軒雲右衛門（1936年、PCL、監督・成瀬巳喜男、主演・月形龍之介、作・真山青果）
- 桃中軒雲右衛門（1940年、大都映画、監督・石山稔、主演・杉山昌三久）
- 雲右衛門とその妻（1962年、大映、監督・安田公義、主演・三波春夫）

音楽
- 桃中軒雲右衛門（三波春夫）
- 長編歌謡浪曲 桃中軒雲右衛門とその妻（三波春夫）
- ～桃中軒雲右衛門の妻～お浜（三笠優子）

小説等
- 岡本和明『俺の喉は一声千両―天才浪曲師・桃中軒雲右衛門』新潮社